# Sopa d'oli
La sopa d'oli és una elaboració d'oli d'oliva texturitzat, elaborada a partir de l'emulsió entre un líquid de base aquosa (aigua, brou, infusió, ...) i un oli vegetal. Per mantenir l'emulsió de forma estable s'utilitza un emulgent, generalment goma xantana o tapioca, tot i que també es pot utilitzar metilcel·lulosa o goma de garrofí, entre d'altres. És una elaboració que pot ser elaborada tant en fred com en calent i se sol utilitzar com a salsa per acompanyar altres preparacions. Està catalogada com una elaboració de la nova cuina tecnoemocional.

Una elaboració similar és la crema d'oli, que s'elabora amb gelatina i és més viscosa. 

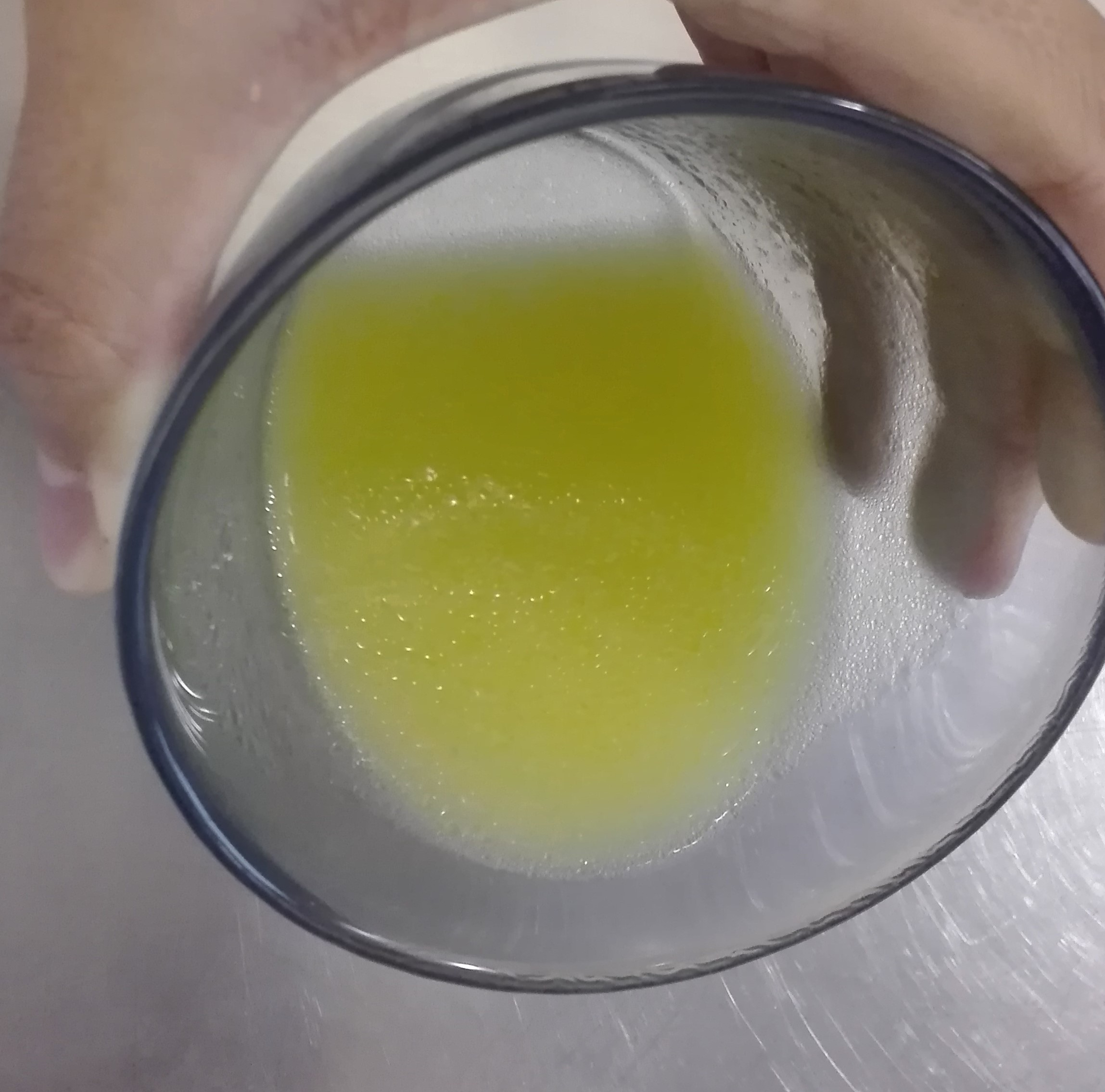
Sopa d'oli

## Creació
Aquesta elaboració és una creació del xef Paco Roncero (Madrid, 1969). Entre les seves recerques, destaca el desenvolupament de noves textures amb l'oli d'oliva i la llet.
Fruit d'aquestes recerques sobre l'oli d'oliva, va sorgir aquesta innovadora elaboració culinària: la sopa d'oli. La primera recepta en la qual apareix com un dels principals components és a la de Bogavante con sopa de aceite de oliva arbequina y pomelo rosa, l'any 2005.

## Composició i procés d'elaboració

### Ingredients
La sopa d'oli consta dels ingredients següents:
- Aigua, tot i que, depenent de la preparació final, es pot utilitzar qualsevol altre líquid de base aquosa (consomé, brou d'au, de peix o de verdures). Aquest ingredient és la base de la sopa i actua com a fase continua de l'emulsió on es dispersarà l'oli.
- Oli vegetal (normalment oli d'oliva, tot i que la majoria d'olis vegetals també funcionen), que actua com a fase dispersa de l'emulsió i forma petites micel·les repartides de manera homogènia per l'aigua.
- Emulgent, els més comuns solen ser la goma xantana i la tapioca, tot i que també se n'utilitzen altres com la gelatina o la goma de garrofí. L'emulgent s'utilitza com a agent tensioactiu. Per tal de facilitar l'emulsió, disminueix la tensió superficial de l'aigua i permet que l'oli es dispersi formant micel·les. D'aquesta manera es manté l'emulsió durant un llarg període i s'evita la coalescència de l'oli.

### Procés d'elaboració
Elaboració segons la recepta de Paco Roncero:
- 80 ml d'aigua
- 40 ml d'oli d'oliva verge extra varietat arbequina
- 0,3 g de goma xantana
- 5 g de sal fina

Per realitzar aquesta elaboració només cal dissoldre la goma xantana en pols en aigua freda, escalfar la dissolució i afegir l'oli lentament fins que emulsioni. Aquesta elaboració es prepara al moment de servir, ja que pot perdre les aromes de l'oliva a causa de l'excés de temperatura.

### Presentació
Aquesta elaboració mai se serveix sola, sinó com a component de creacions culinàries més complexes.

## La sopa d'oli en la gastronomia
Des de la creació d'aquesta preparació per part del xef Paco Roncero en la seva recepta de Bogavante con sopa de aceite de oliva arbequina y pomelo rosa, diversos xefs han incorporat la sopa d'oli a noves creacions gastronòmiques. Fins i tot en elaboracions dolces, en les quals els components i la preparació varien lleugerament en funció del plat final:
- Sopa de aceite royal tibia, con infusión de hongos, bacalao y unos toques de liliáceas de Xavi Xufre.
- Tomatitos aliñados con una sopa de aceite de oliva y pequeñas hojas de Javier Olleros.
- Sopa de aceite de oliva con naranja, iceberg de tomate y cigala cítrica d'Antonio Arrabal.
- Pulpo a la brasa con sopa de aceite de Juan Lax.
- Lenguado confitado con migas de pistacho y sopa de aceite de oliva de Ixak Salaberria.
- Sopa de aceite y chocolate blanco, pan perdido de sobao pasiego y crema helada de dulce de leche del llibre Andrea Tumbarello e i suoi amici.